# Gaddamanugu Konduru
Gaddamanugu Konduru, thường được viết tắt là G.Konduru, là một trong 50 mandal thuộc huyện Krishna, bang Andhra Pradesh.